# Donja Motičina

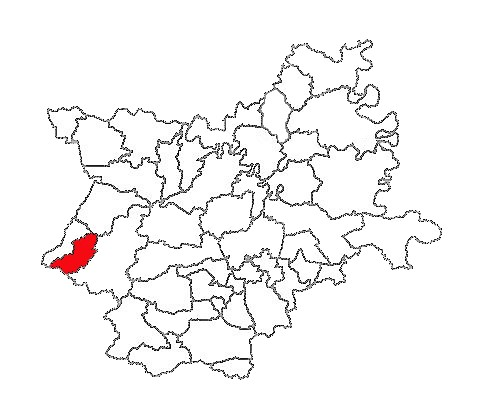
Lage der Gemeinde Donja Motičina in der Gespanschaft Osijek-Baranja

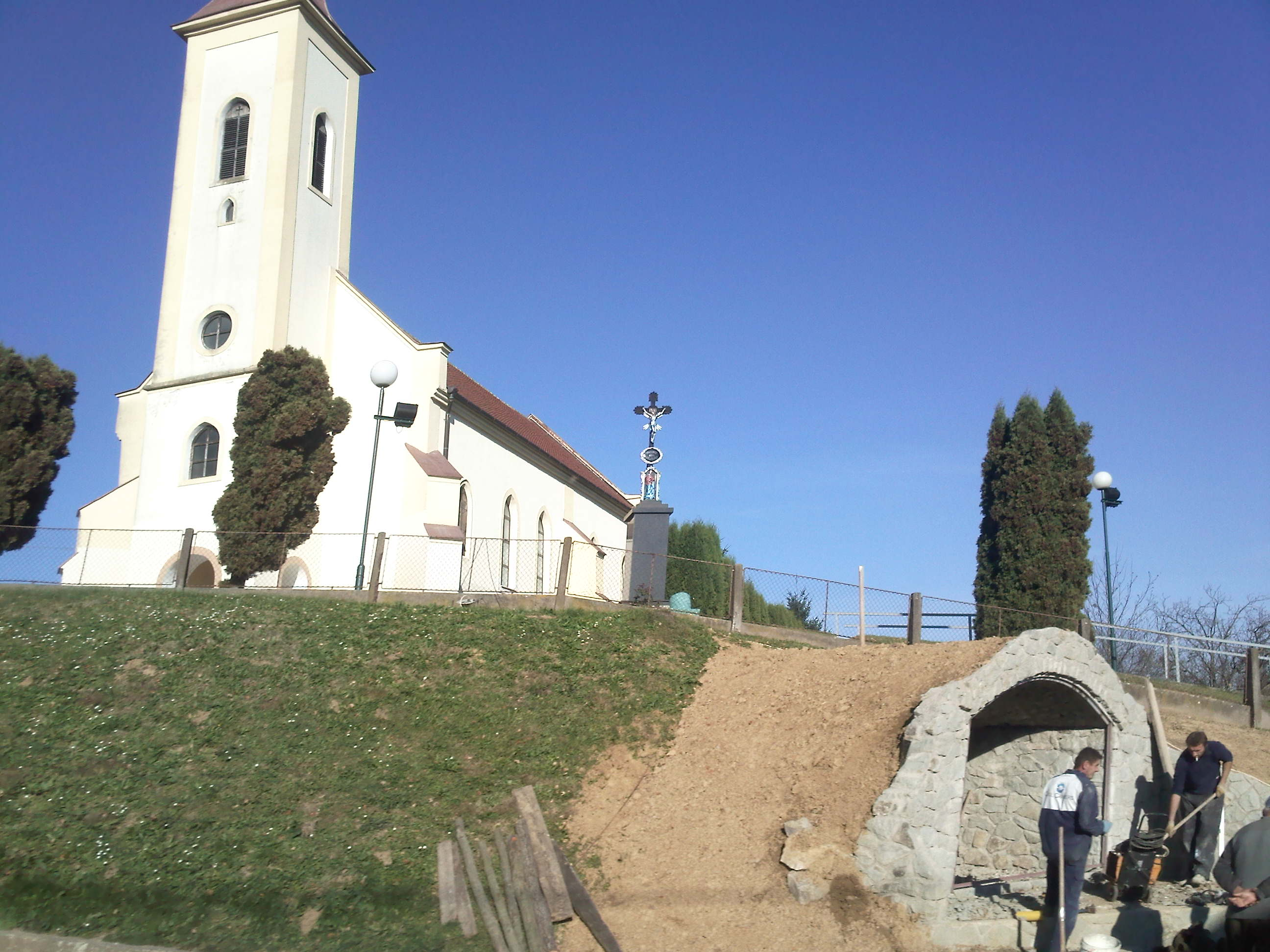
Römisch-katholische Allerheiligen-Kirche

Donja Motičina ist eine Gemeinde in der kroatischen Gespanschaft Osijek-Baranja im Osten Kroatiens. Die Einwohnerzahl mit allen Siedlungen betrug 2011 1652 Einwohner, von denen 98,12 % Kroaten waren. Die Gemeinde liegt an der Nationalstraße 2 zwischen Feričanci und Našice. Administrativ gehören zur Gemeinde noch weitere 2 Siedlungen.

## Siedlungen der Gemeinde
Laut der letzten Volkszählung von 2021 hatte die Gemeinde Donja Motičina mit allen Siedlungen zusammen 1358 Einwohner.
- Gornja Motičina – 27
- Seona – 314
- Donja Motičina – 1017

## Bevölkerung
| Bevölkerungsentwicklung | Bevölkerungsentwicklung | Bevölkerungsentwicklung | Bevölkerungsentwicklung | Bevölkerungsentwicklung | Bevölkerungsentwicklung | Bevölkerungsentwicklung | Bevölkerungsentwicklung | Bevölkerungsentwicklung | Bevölkerungsentwicklung | Bevölkerungsentwicklung | Bevölkerungsentwicklung | Bevölkerungsentwicklung | Bevölkerungsentwicklung | Bevölkerungsentwicklung | Bevölkerungsentwicklung | Bevölkerungsentwicklung |
| ----------------------- | ----------------------- | ----------------------- | ----------------------- | ----------------------- | ----------------------- | ----------------------- | ----------------------- | ----------------------- | ----------------------- | ----------------------- | ----------------------- | ----------------------- | ----------------------- | ----------------------- | ----------------------- | ----------------------- |
| 1857                    | 1869                    | 1880                    | 1890                    | 1900                    | 1910                    | 1921                    | 1931                    | 1948                    | 1953                    | 1961                    | 1971                    | 1981                    | 1991                    | 2001                    | 2011                    | 2021                    |
| 824                     | 826                     | 845                     | 917                     | 1.095                   | 1.413                   | 1.430                   | 1.525                   | 1.524                   | 1.612                   | 1.577                   | 1.572                   | 1.331                   | 1.409                   | 1.310                   | 1.198                   | 1017                    |

## Sehenswürdigkeiten
Zum ersten Mal wurde die katholische Allerheiligen-Kirche 1333 erwähnt als Donja Motičina Sitz einer katholischen Pfarrei war. Im 2. Weltkrieg wurde die Kirche komplett zerstört und danach wieder aufgebaut. Anfang der 1990er Jahre, kurz vor Ausbruch des Jugoslawienkrieges, erstrahlte die Kirche wieder in neuem Glanz.